# 岡安由美子
岡安 由美子（おかやす ゆみこ、1961年2月25日 - ）は、日本の女優、歌手、レーシングドライバー。本名：岡安 裕美子（読み同じ）。株式会社愛企画所属。独身。

## 来歴
東京都千代田区出身。妹がいる。銀行員の父の転勤のため、小学生時代は北九州市で過ごすなど転居が多かった。幼稚園児の頃から絵とピアノを習う。この頃、絵ではよく抽象画のような絵を描いていたという。女子美術大学付属高等学校卒業→女子美術大学デザイン学科卒業。大学生時代、ストリートパフォーマンスで「ホコ天の女王」とマスコミに取りあげられる。一方で千葉県の中学校へ2週間教育実習に行っていたことがある。
ストリートパフォーマンスチーム「秘密結社G」のメンバーとして人気を集め、フジテレビの深夜番組『オールナイトフジ』の司会を経て、女優および歌手として活動。
1990年に自動車A級ライセンスを取得し、レーシングドライバーとしての活動が本格化。1991年筑波ナイター9時間レースで優勝、「ALISチームイワキ」でミラージュカップ（三菱自動車工業のミラージュをベースに使用したワンメイクレース）に参戦。1996年から1998年はN1耐久シリーズ(現スーパー耐久)に参戦した。自身のレーシングチーム「ハートインハートレーシングチーム」の監督も務めた。

## 出演

### 映画
- クララ白書・少女隊PHOON（1985年、東宝） - 鷹巣玲子（ドミナ玲子） 役
- Let's豪徳寺!（1987年、松竹） - 豪徳寺舞姫 役
- パッセンジャー 過ぎ去りし日々（1987年、松竹） - 小寺典子 役
- 首都高速トライアル（1988年、にっかつ） - 主人公の彼女 役
- 丹波哲郎の大霊界 死んだらどうなる（1989年、松竹富士） - 霊人キヨ 役

### テレビドラマ
- 武蔵坊弁慶（1986年、NHK） - ほくろ 役
- 男女7人秋物語（1987年、TBS） - 小泉ひかる 役
- 結婚してシマッタ!（1988年、TBS） - 夏木リエ 役
- ドラマ23 山田太一のジャンプ（1988年、TBS）
- 隠密・奥の細道 最終回「芭蕉は隠密支配か？」（1989年、テレビ東京）
- 土曜ワイド劇場（テレビ朝日）
  - テニススクール女たちの華麗な斗い 東京-南紀勝浦豪華フェリー、殺意の旅（1989年）
  - 探偵・神津恭介の殺人推理9 こだま号遠隔マジック!? 人形はなぜ殺される?（1990年） - 沢木ミドリ 役
  - 瀬戸内ミステリー海流 無人島の首なし死体・尾道フェリーの女（1990年）
  - SL山口線貴婦人号トンネル殺人!? 容疑者は列車に乗って現場を目撃していた…（1996年）
  - おとり捜査官・北見志穂(8) 妖しい傷跡の死美人“幸福の花嫁”連続殺人事件!（2004年） - 鹿内圭子 役
- HOTEL（TBS） - 森ユキ 役
  - シリーズ1（1990年）
  - シリーズ2（1992年）
- 大逆襲! 四匹の用心棒（1991年、テレビ朝日・東映） - お勝 役
- 幸せになりたい!平成嵐山一家（1992年、テレビ東京）
- 法医学教室の事件ファイル（テレビ朝日）
  - 第1シリーズ（1992年）
  - 第2シリーズ（1993年）
- コンビにまりあ（2001年、中部日本放送） - 草野深雪 役
- 幼稚園ゲーム2〜社宅篇〜（2002年、TBS） - 悦子 役
- 綾辻行人・有栖川有栖からの挑戦状（6）（2006年、朝日放送） - 桂トモエ 役
- 逃亡者 おりん 第9話「激闘!御三家の陰謀」（2006年12月22日、テレビ東京） - 朱里 役
- 金曜プレステージ 気象予報士・大沢富士子の事件ファイル(1) 晴れのち嵐 そして殺人（2007年11月16日、フジテレビ） - 野坂奈津美 役

### テレビ番組
- オールナイトフジ（フジテレビ） - 7代目の司会を担当
- 翔んでもHAPPEN（東海テレビ） - 松崎しげるの後任で司会を担当
- オールスターキャノンボール大会（TBS）
- 連想ゲーム（NHK総合）
- フルーツサンデー（NHK BS2）
- 加トちゃんケンちゃんごきげんテレビ（TBS） - 1991年4月6日放送分ゲスト出演
- ズバリ言うわよ!（TBS） - 2008年2月12日放送分ゲスト出演[6]
- 爆報! THE フライデー（TBS） - 2013年10月4日放送分ゲスト出演
- クイズ!脳ベルSHOW （BSフジ）

### ラジオ番組
- クッキータイム秘密結社G（文化放送）
- ハーバーライト23（ラジオ関西）
- ハイブリッコお嬢さん（ラジオ関西）
- MARTAピックミュージックロード（朝日放送ラジオ） - 司会

### コマーシャル
- SUBARU レックスコンビ Nana（1986年）

## ディスコグラフィ

### シングル
| 発売日        | 面         | タイトル               | 作詞       | 作曲               | 編曲                  | 規格       | 規格品番   |
| Invitation    | Invitation | Invitation             | Invitation | Invitation         | Invitation            | Invitation | Invitation |
| ------------- | ---------- | ---------------------- | ---------- | ------------------ | --------------------- | ---------- | ---------- |
| 1986年3月21日 | A          | あぶないセクシーガール | 岡安由美子 | 馬場孝幸           | 中島正雄              | EP         | VIHX-1681  |
| 1986年3月21日 | B          | SHOW ME EVERYTHING     | 岡安由美子 | ボビー・クレーマー | 小島良喜              | EP         | VIHX-1681  |
| 1987年6月1日  | A          | 月下美人               | 吉元由美   | ミッキー吉野       | ミッキー吉野 松本恒男 | EP         | VIHX-1711  |
| 1987年6月1日  | B          | ポン・ヴォヤージュ     | 吉元由美   | ミッキー吉野       | ミッキー吉野 松本恒男 | EP         | VIHX-1711  |

### アルバム
| 発売日         | アルバム                               | 規格       | 規格品番   |
| Invitation     | Invitation                             | Invitation | Invitation |
| -------------- | -------------------------------------- | ---------- | ---------- |
| 1985年9月21日  | 夢への接続詩                           | LP         | VIH-28231  |
| 2023年8月30日  | 夢への接続詩                           | CD         | VICL-77043 |
| 1986年6月21日  | あぶないセクシーガール                 | LP         | VIH-28261  |
| 1987年3月21日  | パリの中国人（Mrs. Chinaman In Paris） | LP         | VDR-1347   |
| 2023年3月8日   | パリの中国人（Mrs. Chinaman In Paris） | 配信       |            |
| 2015年12月16日 | ゴールデン☆ベスト                      | SHM-CD     | VICL-70197 |

### タイアップ
| タイトル               | タイアップ                      | 収録作品                           |
| ---------------------- | ------------------------------- | ---------------------------------- |
| あぶないセクシーガール | スバル・レックスコンビNaNa CM曲 | シングル「あぶないセクシーガール」 |
| SHOW ME EVERYTHING     | 映画『まんだら屋の良太』主題歌  | シングル「あぶないセクシーガール」 |

## レース戦歴

### N1耐久シリーズ
| 年     | チーム                 | コ・ドライバー  | 使用車両                       | タイヤ | クラス | 1   | 2       | 3     | 4       | 5       | 6       | 7       | 8   | 順位 | ポイント |
| ------ | ---------------------- | --------------- | ------------------------------ | ------ | ------ | --- | ------- | ----- | ------- | ------- | ------- | ------- | --- | ---- | -------- |
| 1991年 | HAI ルブローレン       | 小宮延雄 中村真 | 三菱・ミラージュ (C53A)        | Y      | C-2    | SUZ | SEN     | TSU 1 | MIN     | SUG Ret |         |         |     | 位   |          |
| 1996年 | ロイヤルパークホテルズ | 玉本秀幸 織戸学 | 三菱・ランサーエボリューション | Y      | C-2    | MIN | SEN Ret | TAI 1 | FSW 1   | TOK     | SUZ Ret | SUG Ret |     | 位   |          |
| 1998年 | カーハウスアイワ       | 石川朗 佐藤学   | スバル・インプレッサ           |        | C-2    | MIN | SUG     | SUZ   | TAI Ret | TOK     | SEN     | MOT     | FSW | NC   | -        |